# Friedensinseln
Unter der Bezeichnung Friedensinseln (Îles de paix) rief der heutige belgische Friedensnobelpreisträger Pater Dominique Pire im Jahre 1962 in Bangladesch ein Selbsthilfeprojekt ins Leben, mit dem zunächst die dörfliche Wasserversorgung befördert werden sollte. 
Am 14. Januar 1965 wurde der Verein gegründet (Sitz in Huy (Belgien)). In Ecuador und Peru wirkt das Projekt Friedensinseln nunmehr in über 130 Dorfgemeinschaften und auch in drei Länder Westafrikas (Benin, Burkina Faso und Mali) wird die Organisation tätig, durch die inzwischen mehr als 200.000 Personen profitieren.

## Ziele
Ziel ist es, eine dauerhafte Verbesserung der Lebensbedingungen in Ländern zu erreichen, welche unter erschwerten Bedingungen leiden. Dies soll erreicht werden durch die Verbesserung der landwirtschaftlichen Möglichkeiten: geeignete Tierzucht, Tierhaltung, Veredelung der Produkte aus der Tierhaltung (Milch, Käse); Saatgutverbesserung, neue geeignete Pflanzensorten (zum Beispiel Brombeeren in Ecuador), Verbesserung und Schutz des Bodens, Vermeidung von Bodenerosion. Des Weiteren wird auch die Marktreife verbesserter Produkte angestrebt, um ein grundlegendes Einkommen zu sichern. Um aus abgelegenen Gegenden einen Markt erreichen zu können, werden die Menschen angeregt, Wege anzulegen, wobei die Organisation mit Baustoff oder Maschinen „Hilfe zur Selbsthilfe“ leistet.
Ein weiterer Aspekt der Tätigkeit ist Hygiene und Gesundheitsvorsorge. Toilettenbau, Trinkwasserversorgung sowie Ausbildung von Gesundheits- und Hygieneberatern werden gefördert.
Nicht nur landwirtschaftliche Hilfskräfte werden ausgebildet, sondern auch handwerkliche Fähigkeiten geschult. Insbesondere die Selbständigkeit und Unterstützung von Frauen wird gefördert, was 1962 mit einer eigenständigen Frauen-Kooperative noch ein Novum darstellte.